# Cazul acuzativ
În gramatica unor limbi flexionare și a celor aglutinante, acuzativul este cazul gramatical la care părțile de vorbire nominale (de exemplu substantivul) au funcția fundamentală de complement direct. Termenul provine din cel latinesc accusativus casus „cazul a ceea ce este acuzat”, traducere greșită a termenului grecesc αἰτιατικὴ πτῶσις (aitiatikē ptôsis) „cazul a ceea ce este cauzat”.
Termenul „acuzativ” este folosit și în gramatici ale unor limbi în care, de regulă, cuvintele în funcția de complement direct nu au o formă specifică, distinctă de cea pe care o au în funcția de subiect, unele din aceste limbi fiind chiar practic lipsite de declinare, cum este engleza. Unii lingviști consideră că termenul este folosit pe bună dreptate numai în gramaticile limbilor în care situația este contrară.
Limbile indoeuropene vechi se caracterizează printr-un grad relativ înalt de sintetism, având a declinare dezvoltată, prin urmare și cazul acuzativ are forme specifice, exprimate prin desinențe. Urmașele lor au evoluat în mod diferit din acest punct de vedere, unele spre un grad de analitism mai înalt decât altele. Majoritatea limbilor slave, de exemplu, au o declinare relativ dezvoltată, majoritatea limbilor germanice una mai redusă decât cele slave, în limba engleză și în limbile romanice de vest, declinarea a dispărut practic, păstrându-se numai vestigii ale ei la pronumele personal. În gramaticile limbii franceze, de exemplu, nu se folosesc noțiunile de declinare sau de caz, deci nici cea de acuzativ. În limba română s-a păstrat declinarea în oarecare măsură, dar, cu excepția pronumelor personale, nici în aceasta nu se distinge prin formă funcția de complement direct de alte funcții.
În unele limbi, cazul acuzativ poate fi folosit fără prepoziție sau postpoziție, fie că are sau nu formă specifică.

## În limba română
În limba română s-a păstrat declinarea prin formele de genitiv comune cu dativul și de vocativ specifice, distincte de cele ale cuvintelor în funcția de subiect, dar formele specifice de acuzativ sunt excepții. De aceea, în gramaticile limbii române se consideră că, în general, forma de acuzativ este identică cu cea de nominativ. Excepții constituie pronumele personale și cel reflexiv. Formele de acuzativ ale acestora sunt:
- persoana I singular: mine (formă accentuată), mă (formă neaccentuată);
- persoana a II-a singular: tine, te;
- persoana a III-a singular – numai forme neaccentuate: îl (masculin și neutru), o (feminin);
- persoana I plural: ne (formă neaccentuată comună cu cea de dativ);
- persoana a II-a plural: vă (formă neaccentuată comună cu cea de dativ);
- persoana a III-a plural: îi (masculin), le (feminin și neutru).

Pronumele reflexiv: sine (formă accentuată), se (formă neaccentuată).
Funcția fundamentală a cazului acuzativ este cea de a exprima complementul direct, în care uneori se folosește cu prepoziția pe, alteori fără aceasta. Exemple:
- cu pe:
  - substantivele proprii nume de persoane și de animale: Îl văd pe Ion, Îl chem pe Grivei;
  - substantivele comune nume de persoane identificate și articulate hotărât: Îl aștept pe domnul director;
  - pronumele (în afara unora nehotărâte): Pe cine vezi? – Pe acesta, O vrei pe asta ori pe cealaltă?, Pe care o iei?, pe oricine, pe nimeni;
- fără pe:
  - substantivele comune sau proprii nume de inanimate articulabile: Citesc un articol, Citesc articolul de fond, Privesc Dunărea;
  - substantivele comune nume de persoane neidentificate: Caut profesori care predau așa;
  - substantivele comune articulate, în construcție cu un dativ posesiv: Îi cunosc nevasta.

Se consideră tot la cazul acuzativ cuvintele cu aceeași formă ca în funcția de complement direct, dar cu alte prepoziții și cu locuțiuni prepoziționale, cu care formează alte părți de propoziție:
- nume predicativ: Casa este de piatră;
- atribut: cană cu apă;
- complement indirect: Dau apă la vite;
- complement de agent: scrisoarea trimisă de mine;
- complement circumstanțial:
  - de loc: S-a apucat de săpat în grădină;
  - de timp: S-a trezit la ora șapte;
  - de mod: Ascultă cu atenție;
  - de cauză: A căzut din neatenție;
  - de scop: Se făcea mare pregătire pentru ospăț;
  - condițional: În caz de pericol, vei fugi;
  - concesiv: Cu toată bunăvoința, n-a reușit să-l ajute;
  - consecutiv: Au reușit de minune;
  - instrumental: peisaj descris prin cuvinte;
  - sociativ: Hai cu noi;
  - de relație: Cât despre Ion, nu știu nimic;
  - opozițional: În loc de pâine, a cumpărat chifle;
  - cumulativ: Pe lângă noi, a trecut și el;
  - de excepție: Au venit toți, afară de tine.

Elementul predicativ suplimentar poate fi construit fără prepoziție (Îi zic Sandu) sau cu prepoziție: Ea ar fi venit în chip de pasăre, de a bătut acuma la fereastră (Ion Creangă).

## În limbile din diasistemul slav de centru-sud
Limbile din diasistemul slav de centru-sud (bosniacă, croată, muntenegreană, sârbă) au o declinare relativ dezvoltată, iar acuzativul are mai multe desinențe, în funcție de partea de vorbire și de clasa de declinare, diferite de cele de la nominativ, unele fiind comune cu alte cazuri decât nominativul:
- -a – la singular, pentru substantivele masculine nume de animate terminate la nominativ singular în consoană și pentru adjectivele nedefinite (cu formă scurtă) la masculin (desinență comună cu genitivul singular): jelena „pe cerb”, zelèna „verde”;
- -u scurt – la singular, pentru substantivele feminine și masculine terminate la nominativ singular în -a, precum și pentru adjectivele nedefinite la feminin (desinență proprie acuzativului în această clasă de declinare): ženu „pe femeie”, sudiju „pe judecător”, zelènu „verde”;
- -ū lung – la singular, pentru adjectivele definite (cu formă lungă) la feminin (desinență proprie acuzativului): zèlenū „(pe) cea verde”;
- - og(a) sau -eg(a) (în funcție de natura consoanei finale de rădăcină) – la singular, pentru adjectivele definite acordate cu substantive masculine nume de animate (desinență comună cu genitivul singular): zelenog(a) „(pe) cel verde”, vrućēg(a) „(pe) cel fierbinte”;
- -e scurt – la plural, pentru substantivele masculine nume de animate și inanimate terminate la nominativ singular în consoană, precum și pentru adjectivele nedefinite acordate cu asemenea substantive (desinență proprie acuzativului în această clasă de declinare): jelene „pe cerbi”, gradove „orașe”, zelène „verzi”;
- -ē lung – la plural, pentru adjectivele definite la masculin (desinență proprie acuzativului în această clasă de declinare): zèlenē „(pe) cei verzi”.

Toate pronumele au forme de acuzativ asemănătoare cu cele ale adjectivelor. Numai cele personale și cel reflexiv au și forme deosebite de ale adjectivelor, dar aceleași ca la genitiv, în afară de persoana a III-a feminin singular, având și forme neaccentuate:
- mene „pe mine”, me „mă”;
- tebe „pe tine”, te „te”;
- njega „pe el”, ga „îl”;
- nju „pe ea”, je sau ju „o”;
- nâs „pe noi”, nas „ne”;
- vâs „pe voi, pe dumneavoastră”, vas „vă”;
- njih „pe ei/ele”, ih „îi, le”;
- sebe „pe sine”, se „se”.

Pronume folosite numai ca atare sunt și cele interogative corespunzătoare lui cine? și ce?, precum și cele nehotărâte și negative derivate de la acestea. Cele pentru animate au formă de acuzativ asemănătoare cu a adjectivelor definite la masculin, comună cu cea de genitiv: koga? „pe cine?”, nikoga „pe nimeni”, nekoga „pe cineva”.
Exemple cu alte pronume/adjective pronominale: mojeg(a) sau mog brata „pe fratele meu”, naše „pe ale noastre”, ovu „pe aceasta”, kojeg(a)(?) „pe care(?)” (masculin singular).
Numeralele ordinale au de asemenea formă de acuzativ ca a adjectivelor: trećeg(a) „pe al treilea”, treću „pe a treia”.
Dintre numeralele cardinale au formă de acuzativ jedan „un(u)”, jedna „o, una”, ca adjectivele (jednog(a) „pe un … / unul”, jednu „pe o … / una”), precum și stotina „sută”, hiljada sau tisuća „mie”, milion sau milijun și milijarda, care se declină ca substativele.
Unele categorii de cuvinte nu au formă de acuzativ diferită de cea de nominativ: la singular și la plural, toate substantivele neutre; la singular, substantivele masculine nume de inanimate; la plural, substantivele terminate la nominativ singular în -a; la singular și la plural, substantivele feminine terminate la nominativ singular în consoană; la singular, adjectivele acordate la masculin cu substantive nume de inanimate; la plural, adjectivele acordate la feminin; numeralele cardinale în afara celor de mai sus.
Fie că au sau nu formă specifică de acuzativ, se consideră că toate categoriile de cuvinte de mai sus pot sta în acuzativ.
Acuzativul complementului direct, valoarea fundamentală a acestui caz, se construiește totdeauna fără prepoziție. Exemple:
- hr  Htio sam razveseliti tetku „Am vrut s-o înveselesc pe mătușa”[12];
- sr  Video sam nekoga u dnu sobe „Am văzut pe cineva în fundul camerei”[13];
- cnr  Obućar popravlja cipele „Pantofarul repară pantofi”[14].

În afară de aceasta, tot fără prepoziție, acuzativul mai are și alte valori:
- Acuzativul temporal este asemănător genitivului temporal și deseori sinonim sintactic al acestuia: ovu noć (acuz.) = ove noći (gen.) „în noaptea aceasta”.
- Acuzativul măsurii se poate referi, de exemplu, la cea a unei dimensiuni (visok stotinu metara „înalt de o sută de metri”) sau a timpului: čekati cijelu godinu „a aștepta un an întreg”.
- Acuzativul modului se găsește într-o sintagmă cu cuvântul la acuzativ fără prepoziție repetat după o prepoziție: Idu ruku pod ruku „(Ei/Ele) merg braț la braț (literal „… mână sub mână”).

Acuzativul se construiește și cu multe prepoziții, formând diverse complemente circumstanțiale și indirecte. Câteva cer numai acuzativul, de exemplu kroz „prin”: Maglovita svjetlost prodire samo kroz jedan prozor „Lumina cețoasă pătrunde numai printr-o singură fereastră”.
Altele se folosesc cu acuzativul și cu încă un caz, cazul diferențiind locul care este țelul unei deplasări (acuzativul) de locul în care are loc ceva (locativul sau instrumentalul), ex. Izašli su pred kuću (acuzativ) „Au ieșit în fața casei” vs. Sedeli su pred kućom (instrumental) „Ședeau în fața casei”.

## În limba maghiară
În maghiară, limbă aglutinantă, acuzativul are o singură desinență, -t, care se adaugă la toate substantivele, adjectivele substantivate, pronumele și numeralele, la cea mai mare parte a acestora obligatoriu și, în câteva cazuri, facultativ. Numai adjectivele cu funcție de atribut nu se pun la acuzativ, dat fiind că în această limbă nu se acordă cu determinatul. La plural, cuvintele au un sufix specific (-k), iar desinența se adaugă după acesta, fiind net delimitată de el. Înaintea desinenței pot fi și unul sau mai multe alte tipuri de sufixe, lexicale și gramaticale. Genul gramatical lipsește din această limbă. În funcție de sunetul final al temei cuvântului, desinența -t se adaugă direct sau cu ajutorul unei vocale de legătură, care diferă în funcție de regulile armoniei vocalice. În anumite cuvinte, adăugarea desinenței cauzează o schimbare în natura vocalei finale a temei, în altele – căderea vocalei de dinaintea consoanei finale a rădăcinii.
Cazul acuzativ se construiește totdeauna fără postpoziție (cuvânt gramatical corespunzător prepoziției) și este aproape exclusiv al complementului direct. Exemple:
Szeretem a süteményeket „Îmi plac prăjiturile”;
Csak a szőkéket kedveli „Îi plac numai blondele”;
Kisasszony, hármat adjon ebből! „Domnișoară, dați-mi trei din astea”;
Ezt mgveszem „Îl cumpăr pe ăsta” sau „O cumpăr pe asta”.
Mai poate fi la acuzativ o parte de propoziție numită „obiect cu valoare de complement circumstanțial”, care poate fi transformat în complement circumstanțial propriu-zis. Poate avea mai multe sensuri:
- local: Járja a várost „Umblă prin oraș” (literal „Umblă orașul”);
- temporal: Ötven évet élt „A trăit cincizeci de ani”;
- cantitativ: Ötöt füttyentett a rigó „Mierla a fluierat de cinci ori” (lit. „Cinci a fluierat mierla”);
- modal: Mélyet sóhajtott „A oftat adânc”;
- cauzal: Mit sírsz? „De ce plângi?” (lit. „Ce plângi?”).

Desinența poate fi omisă în cazul cuvintelor care exprimă categoria persoanei, la persoanele I și a II-a:
- substantivele cu sufix personal posesiv (corespunzător adjectivului posesiv din română): Vedd fel a zoknid(at)! „Ia-ți șosetele”;
- pronumele personale: Látott valaki engem(et)? „M-a văzut cineva?”;
- pronumele posesive: Vidd el az enyém(et) „Du-l pe al meu” / „Du-o pe a mea”;
- pronumele reflexiv: Védd magad(at)! „Apără-te!”